# Fibril

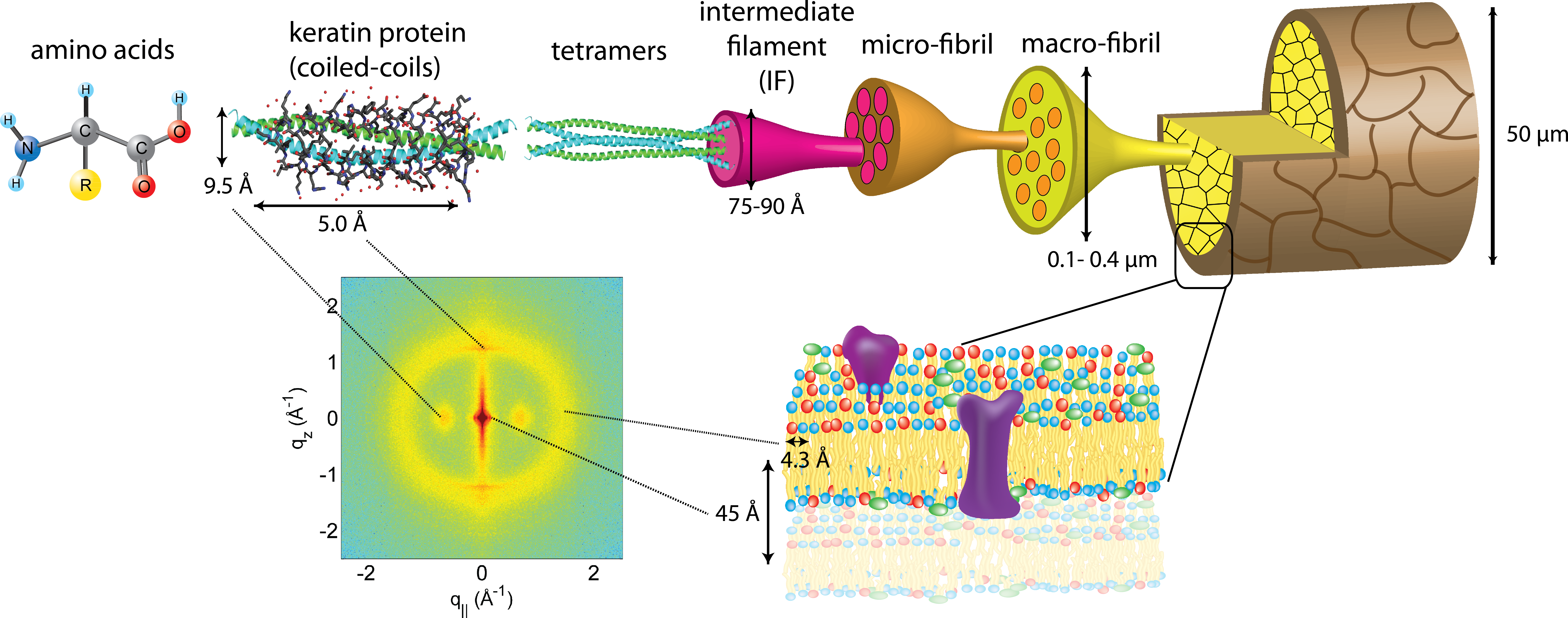

Fibrillen (van het Latijnse fibra) zijn structurele biologische materialen die in bijna alle levende organismen worden aangetroffen.
Fibrillen zijn samengesteld uit lineaire bio-polymeren en worden gekenmerkt door staafachtige structuren met hoge lengte-tot-diameterverhoudingen.
Het begrip moet niet worden verward met vezels of filamenten. 